# Kanton Hauteville-Lompnes
Kanton Hauteville-Lompnes (fr. Canton d'Hauteville-Lompnes) je francouzský kanton v departementu Ain v regionu Rhône-Alpes. Skládá se z 41 obcí. Před reformou kantonů 2014 se skládal ze 6 obcí.

## Obce kantonu
od roku 2015:
- Anglefort
- Aranc
- Armix
- Artemare
- Belmont-Luthézieu
- Béon
- Brénaz
- Brénod
- Chaley
- Champagne-en-Valromey
- Champdor
- Chavornay
- Chevillard
- Condamine
- Corbonod
- Corcelles
- Corlier
- Cormaranche-en-Bugey
- Culoz
- Évosges
- Le Grand-Abergement
- Hauteville-Lompnes
- Hostiaz
- Hotonnes
- Izenave
- Lantenay
- Lochieu
- Lompnieu
- Outriaz
- Le Petit-Abergement
- Prémillieu
- Ruffieu
- Seyssel
- Songieu
- Sutrieu
- Talissieu
- Tenay
- Thézillieu
- Vieu
- Vieu-d'Izenave
- Virieu-le-Petit

před rokem 2015:
- Aranc
- Corlier
- Cormaranche-en-Bugey
- Hauteville-Lompnes
- Prémillieu
- Thézillieu